# Marie-Marguerite Petetin
Marie Marguerite Petetin (parfois appelée Pététin), est une artiste peintre, graveuse et sculptrice française née le 2 février 1933 à Toulon (Var).

## Biographie
Née d'un père architecte et d'une mère elle-même peintre, Marie-Marguerite Petetin est élève d'Eugène Baboulène et d'Henri Pertus à l'École des beaux-arts de Toulon où elle se lie d'une amitié durable à Robert Mendoze, Michel Dufresne et Vonick Laubreton avec qui elle participe dès les années 1950 à des expositions collectives et qu'après une importante période parisienne elle rejoindra au sein du Groupe 50 qui sera reconnu comme constituant la « seconde École toulonnaise ».
Mariée à Alain Kalker (1928-2011) et installée au 49, rue du Val-d'or à Saint-Cloud, elle s'initie à Paris aux techniques de la pointe sèche, de l'eau-forte, de l'aquatinte et de la gravure au carborundum dans l'atelier de Johnny Friedlaender (L'ermitage), puis avec le taille-doucier Claude Raimbourg en l'académie d'Henri Goetz.

## Expositions

### Expositions personnelles
- Galerie Breheret, Paris, novembre-décembre 1991[3].
- Galerie Arches et Toiles, Paris, janvier 1992[3], avril 1994.
- Galerie de Nesle, Paris, février 1992[4].
- Marie-Marguerite Petetin - Gravure passion, collège franco-britannique, Paris XIVe, novembre 1994[5].
- Marie-Marguerite Petetin - Peintures, gravures, Maison du Patrimoine, Six-Fours-les-Plages, mars-avril 2013.
- Maison du Cygne, Six-Fours-les-Plages, septembre 2019[6].

### Expositions collectives
- Salon d'automne, Paris, 1981.
- Salon de la Société nationale des beaux-arts, Paris, 1981.
- De Bonnard à Baselitz - Dix ans d'enrichissements du cabinet des estampes, 1978-1988, Bibliothèque nationale de France, 1992[2],[7].
- Biennale de la Société nationale des beaux-arts, Galerie du Grand Palais, Paris, février 1993[8].
- Salon de Saint-Cloud, mars-avril 1995[5].
- Galerie Saint-Louis, Toulon, décembre 2023 - janvier 2014 (Le Noël de l'École toulonnaise)[9], juillet-août 2014 (École toulonnaise).
- Six artistes graveurs, Maison du Patrimoine, Six-Fours-les-Plages, mars-avril 2017[10].
- Le Groupe 50, Maison du Patrimoine, Six-Fours-les-Plages, septembre-octobre 2016 (Robert Mendoze et ses amis du Groupe 50), mars-avril 2020 (Le Groupe 50… encore et pour toujours)[11].
- Le Groupe 50 : la deuxième École toulonnaise, Centre d'art Saint-Sébastien, Saint-Cyr-sur-Mer, juin-septembre 2019[1].

## Réception critique
- « Le monde de Marie-Marguerite Petetin est simple et je dirai même humble, pas d'effets de tricheries, comme il est dit ailleurs : "les bateaux sont bateaux". On sait son travail depuis assez longtemps pour apprécier ses aquatintes riches en nuances. Comme elle manie bien cette technique de subtilité et de sensibilité et comme chaque épreuve est un petit chef-d'œuvre d'impression !… Marie-Marguerite Petetin réussit un petit miracle de synthèse. Sa peinture montre qu'elle manie chaque technique avec bonheur. » - Sylvia Manygoult et Claude Raimbourg[3]
- « On a plaisir à pénétrer votre univers très reposant. Votre travail me fait penser à celui de Georges Braque. Vous arrivez aussi très bien à utiliser les couleurs, choix souvent ardu car il fait appel aux sens plus qu'à la raison. De ce point de vue, vous vous rapprochez plus de Pierre Bonnard même s'il n'a jamais peint de paysages. » - Christian Biancardini[6]
- « Marie-Marguerite Petetin est une artiste aux multiples talents : délibérément cézannière dans ses peintures méridionales, elle maîtrise de prodigieux noirs-et-blancs par son œuvre gravé et fait preuve d'une fraîcheur et d'une imagination sans borne dans le domaine de la sculpture. Ses lieux privilégiés d'inspiration : la Provence, Paris et la Bretagne. Ses thèmes : les paysages, les natures mortes, les marines… Paris, elle le peint en intimiste et la Bretagne, coup de cœur, elle le peint avec des couleurs vives sous un ciel gris. » - Rosine Daems[1]

## Prix et distinctions
- Prix Albrecht-Dürer de la Société nationale des beaux-arts[1].

## Collections publiques
- Artothèque de l'espace Jacques-Prévert, Mers-les-Bains, 3 eaux-fortes.
- Département des estampes et de la photographie de la Bibliothèque nationale de France, 43 gravures[2].
- Fonds national d'art contemporain, Puteaux, 3 gravures :
  - Les péniches, aquatinte 43x50cm, 1980[12].
  - La grue, aquatinte au sucre 50,2x32,8cm, 1981[13].
  - Les poissons volants, aquatinte 65,4x50,4cm, 1982[14].